# Jiang Shi

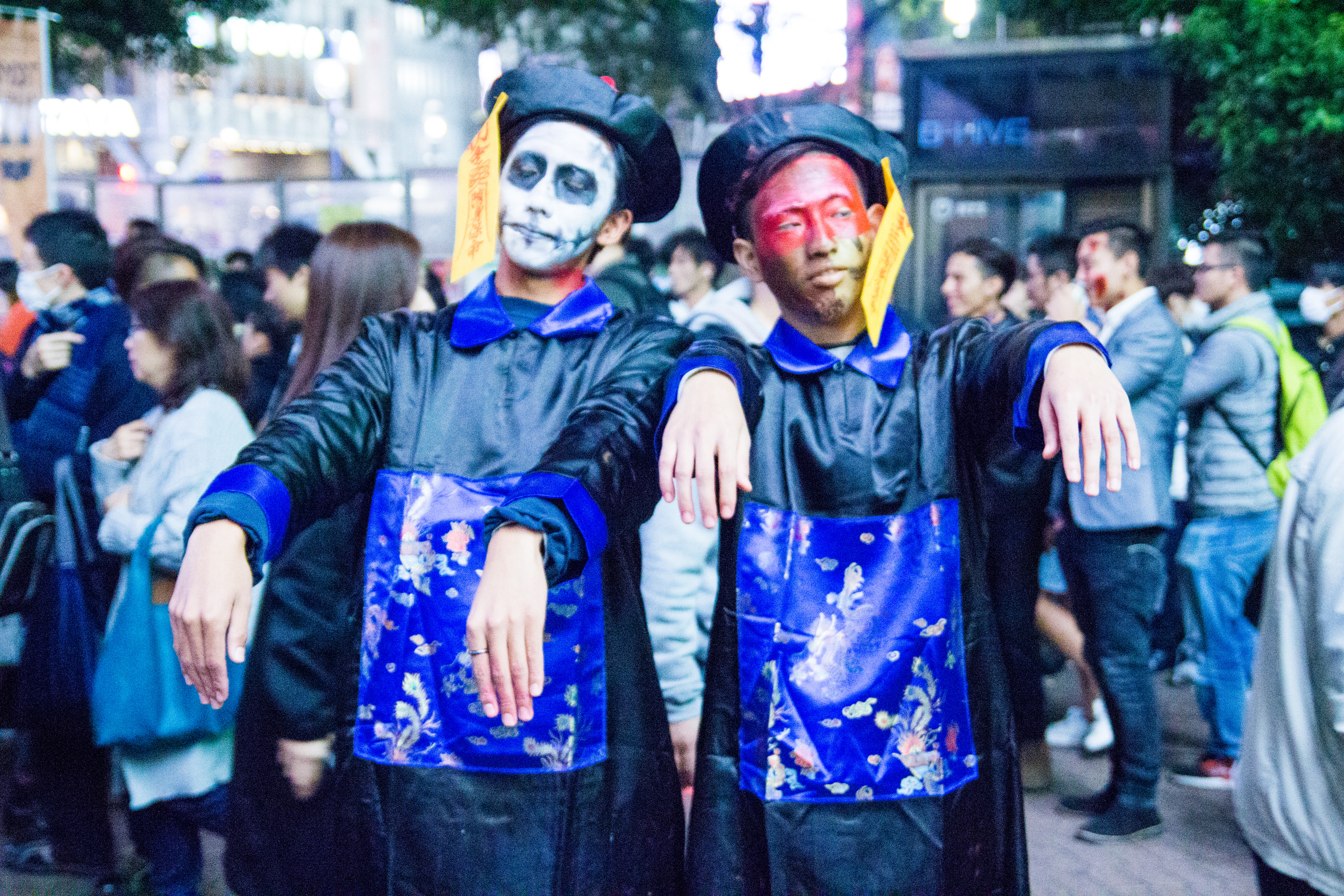
Zwei als Jiang Shi verkleidete Darsteller.

Der Jiang Shi (chinesisch 殭屍 / 僵尸, Pinyin jiāngshī, W.-G. chiang1-shih1, Jyutping goeng1si1 – „starrer Leichnam“, sinnbildl. „Untoter“, „Wiedergänger“ oder „Zombie“), auch Jiang-shi und Jiangshi geschrieben, ist ein fiktives Wesen aus der chinesischen Mythologie und beschreibt einen Untoten. Das Wesen fand Eingang in postmoderne, japanische Literatur, wo es Kyonshī (キョンシー) genannt wird.

## Beschreibung
Da die meisten Jiang Shi gemäß der Folklore kurz nach Eintritt des Todes entstehen, sieht der Verstorbene auch nach Tagen noch immer frisch, fast wie lediglich schlafend aus. In anderen Fällen soll der Jiang Shi erst einige Zeit nach Todeseintritt entstehen, sodass der Körper faulig wirkt und noch während des Wiederaufstehens verrottet. Einen Jiang Shi soll man daran erkennen können, dass seine Haare weiß werden und trotz des Todes weiterwachsen, bis sie den Leichnam völlig bedecken. Die Fingernägel sollen sich schwärzlich verfärben, ebenfalls weiterwachsen und dabei ungewöhnlich lang und scharfkantig werden. Da meist bereits die Leichenstarre eingesetzt hat, könne sich der Jiang Shi nur mühsam (meist ruckartig oder hüpfend) fortbewegen. Besonders die letzte Eigenart hat dazu geführt, dass Jiang Shi vor allem in modernen Medien aller Art als hoch springende Zombies dargestellt werden. Allerdings werden ihr Äußeres wie ihr Kleidungsstil der Ming-Dynastie angepasst, weil es – besonders in den westlichen Medien – so „klassisch chinesisch“ wirkt. Jiang Shi erscheinen dort in chinesischer Hoftracht im Stile eines Mandarin mit langen, geflochtenen Zöpfen. Die traditionelle Folklore hingegen stellt Jiang Shi meist unbekleidet oder in den Überresten eines traditionellen Totengewandes und ungekämmt dar. Aufgrund ihrer Seelenlosigkeit und weil der Geist ihren Körper bereits verlassen hat, haben Jiang Shi die Möglichkeit des Sprechens verloren.

## Hintergründe
Hintergrund des Glaubens an Untote ist die religiöse Vorstellung im traditionellen Daoismus, dass der Mensch zwei Seelen besitzt: eine reine und gutartige Seele (魂,  hún) und eine dunkle, unruhige Seele (魄,  pŏ). Stirbt ein Mensch, steigt die gutartige Seele in den Himmel auf, während die dunkle Seele ins Jenseits übergeht oder verlischt. In seltenen Fällen aber soll die dunkle Seele so stark sein, dass sie nach Verlassen des Körpers ein Eigenleben entwickeln und die Körper soeben verstorbener Menschen in Besitz nehmen kann. Ein weiterer Hintergrund des Glaubens an Untote und Wiedergänger in asiatischen Kulturen ist die Furcht vor der Rückkehr Verstorbener, die zu Lebzeiten vielleicht ungerecht oder schlecht behandelt wurden, oder ein unglückliches Leben führten. In westlichen Kulturen ist es die Furcht, selbst zum seelen- und willenlosen Wiedergänger zu werden und keine Erlösung im Jenseits zu finden.

## Möglicher Ursprung
Ursprung um die Legende der Jiang Shi könnte die chinesische Tradition sein, verstorbene Verwandte, die fernab des Heimatortes oder gar außerhalb des Landes umkamen, von angeheuerten Leichensammlern oder Anverwandten aufzuspüren und zur Heimat zurückbringen zu lassen. Diese Praxis war als Xiangxi gan shi (湘西趕屍; dt. „Reisende Leichname in Xiangxi“) bekannt. Die Leichname wurden aufrecht und in Leichentüchern gewickelt zwischen zwei starken, elastischen Bambusstangen regelrecht eingeklemmt und von zwei Männern weggetragen. Aufgrund der Elastizität der Bambusstangen und der Schwere des Toten konnte es vorkommen, dass die Stangen und der Leichnam während des Transportes zu Fuß auf und ab wippten. Aus großer Ferne mag es für Beobachter so ausgesehen haben, als hüpfe der Leichnam dem Vordermann hinterher. Die ältesten Überlieferungen des Xiangxi ganshi stammen aus den südchinesischen Provinzen Jiangxi und Hunan, vor allem Xiangxi.

## Überlieferung und Folklore
Der Begriff Jiang Shi (殭屍) für „Leichenstarre“ und „starrer Leichnam“ ist seit dem 2. Jahrhundert nach Christus überliefert und taucht zunächst vornehmlich in medizinischen Werken auf. Im Frühen China war der Aberglaube verbreitet und populär, die Knochen und das verdorrte Fleisch von Jiang Shi hätten magische wie heilende Wirkungen. So beschreibt es unter anderem das Werk Zhiguai xiaoshuo (志怪小說; dt. „Erzählungen über seltsame Dinge“) aus dem Jahr 618. Daher waren (zumeist unechte) Leichenteile in der Volksheilkunde und im Schamanismus weit verbreitet. Erzählungen über und Beschreibungen von bösartigen Jiang Shi erscheinen allerdings nicht vor dem 17. Jahrhundert während der Qing-Dynastie. In dem Werk Shuyiji (述異記; dt. „Sammlung von merkwürdigen Erzählungen“) aus dem Jahr 1609 wird der Jiāngshī guǐ (殭屍鬼; „Untotes Phantom“) beschrieben. Das Werk Zi bùyǔ (子不語; dt. „Worüber der Meister schweigt“) des Autors Yuan Mei aus dem Jahr 1788 listet über 30 vorgebliche Augenzeugenberichte von Begegnungen mit Jiang Shi auf. Auch in den Liaozhai Zhiyi, einer Kurzgeschichtensammlung des chinesischen Schriftstellers Pu Songling (17. Jahrhundert), werden Jiang Shi erwähnt und beschrieben.
Der Folklore zufolge entstehen Jiang Shi durch das Ausbleiben oder durch absichtliches Unterlassen einer würdevollen Bestattung. Der unruhige Geist des Verstorbenen findet dadurch den Weg ins Jenseits nicht und kehrt zum verwesenden Körper zurück, getrieben von dem Wunsch, in seine Heimat zurückzukehren und dort vielleicht endlich bestattet und erlöst zu werden. In diesem Fall wäre das Motiv Heimweh. Manchmal kann der Grund auch Rachsucht sein, besonders bei Mord- oder Unglücksopfern. Der nun bösartige Geist (鬼煞,  guīshā) benutzt seinen ursprünglichen Körper, um seine ehemaligen Peiniger oder Mörder in den Tod zu treiben.
Eine andere Art der Entstehung eines Jiang Shi soll jene durch schwarze Magie sein. Durch schwarzmagische Siegel oder Bannzettel kann der Beschwörer den Leichnam wie eine Marionette steuern. Aus bestimmten Provinzen Chinas ist überliefert, dass man Schwarzmagier regelrecht anheuern könne, um die Leichname fernab verstorbener Menschen zurückholen zu lassen. Die so beschworenen Jiang Shi würden dem Ruf des Beschwörers folgen. Manchmal würden kriminelle Schwarzmagier heimlich Jiang Shi erschaffen, um diese dann bestimmte, meist kriminelle oder gefährliche Aufträge erledigen zu lassen. Auf dem Bannzettel (der meistens an der Stirn des Toten haftet) steht für gewöhnlich der Name des Beschwörers sowie der auszuführende Befehl. Eine dritte Möglichkeit soll darin bestehen, einen herbeigerufenen, niederen Dämon in den Leichnam zu bannen.
Jiang Shi werden oft mit Vampiren verglichen, obgleich sie kein menschliches Blut trinken. Der Vergleich gründet auf bestimmten Ähnlichkeiten oder Übereinstimmung hinsichtlich Verhalten und „Lebensweise“: beide Wesen hausen in Särgen, sind bevorzugt Einzelgänger, fürchten Licht und Feuer und sie sind von Menschen als Nahrung abhängig. Der wichtigste Unterschied ist, wie bereits angemerkt, dass Jiang Shi kein menschliches Blut trinken. Vielmehr entziehen sie ihren Opfern die Lebenskraft (Qi), da die Eigenenergie eines Jiang Shi begrenzt und rasch aufgebraucht ist. Ältere Schriften beschreiben allerdings auch Jiang Shi, die vorgeblich Hühnerblut trinken sollen. Für gewöhnlich töte der Jiang Shi seine Opfer durch Erwürgen oder Genickbruch, andere Jiang Shi sollen einen tödlichen Atem besitzen und versuchen, ihren Opfer in den Mund zu atmen. Wieder andere seien weniger versessen auf reine Lebensenergie, sondern würden ihren Opfern die Seele entreißen.
Ein beliebtes Gerücht besagt, dass man einem Jiang Shi bei einem Angriff gesegnete Reiskörner oder glänzende Münzen vor die Füße werfen solle – da ein Untoter davon besessen sei, alle glänzenden, kleinen Gegenstände zählen zu müssen, werde der Untote sofort damit beginnen, die Reiskörner oder Münzen nacheinander einzeln aufzulesen. Da außerdem manche Jiang Shi angeblich blind seien, würden sie ihre Opfer durch deren Atem aufspüren. Wenn das Opfer aber lange genug die Luft anhalten könne, würde der Jiang Shi schließlich die Verfolgung aufgeben und weiterziehen. Eine Vernichtung des Untoten soll nur durch Exorzismus oder heiliges Feuer möglich sein.

## Moderne
Literatur
Jiang Shi werden regelmäßig in Märchen- und SciFi-Literatur thematisiert. In modernen Manga-Heften erscheinen immer wieder Jiang Shi als feindselige Gehilfen oder Gegner. So zum Beispiel in den Manga-Serien Rosario + Vampire, Dragon Ball und Die Monster Mädchen.
Filme und Serien
Die Gestalt des Jiang Shi hat ebenso Eingang in klassische und moderne Horrorfilme gefunden. Die bislang umfangreichste Filmsammlung mit Jiang Shi als Thema stammt aus Thailand und Taiwan. Chinesische Horrorfilme stehen gleich an zweiter Stelle. In den Filmen werden Jiang Shi in traditionell kantonesischer Hoftracht porträtiert. Interessanterweise werden sie dort den Vampiren nähergestellt, obwohl die chinesische Tradition dies nicht hergibt. So wird die Bezeichnung Jiang Shi dort mit „Ghul“ oder „Vampir“ übersetzt und der Jiang Shi nicht selten mit „vampir-typischen“ Fangzähnen dargestellt. In den Filmen wird die Folklore aufgegriffen, dass Jiang Shi durch schwarze Magie geschaffen würden und ihrem Beschwörer als Sklaven dienen müssten. Außerhalb der chinesischen und thailändischen Filmwelt werden Jiang Shi oft noch exotischer porträtiert und erleben dort eine größere, mediale Verbreitung. So wird der Jiang Shi in Japan Kyonshī genannt und in zahllosen Videospielen und Movies thematisiert. Recht bekannt ist unter anderem die mehrteilige Horrorkomödie Jiang shi fan sheng (engl. Titel Mr. Chinese Vampire, von 1986). Aus den Jahren 2000–2005 stammt die Zeichentrick-Serie Jackie Chan Adventures, in welcher der Protagonist Jackie Chan in zwei Folgen gegen Jiang Shi kämpfen muss. In verschiedenen Anime-Serien, wie zum Beispiel Shaman King und Dragon Ball, erscheinen Jiang Shi als attackierende Gehilfen bestimmter Antagonisten.
Videospiele
Auch in Videospielen sind Jiang Shi beliebte Gruselmotive. So erscheinen sie in Phantom Fighter (1989/1990 für das Nintendo NES erschienen) und in Castlevania: Order of Ecclesia (2008 für den Nintendo DS erschienen). Am bekanntesten aber ist die parodierte Form des Jiang Shi, die im Game-Boy-Spiel Super Mario Land auftritt und dort „Pionpi“ (von jap. ピョンピー; pyon-pī, eine lautmalerische Wiedergabe für „hüpfen“) heißt. Das Wesen wird hier als aufsässiger, unablässig hüpfender Zombie in traditioneller, chinesischer Hoftracht dargestellt. Im Sci-Fi-Horror-Adventure SOMA des Indie-Spieleentwicklers Frictional Games sind die Jiangshi einige der Gegner, die den Spieler konfrontieren. Des Weiteren existiert im First-Person Shooter Overwatch ein Jiangshi Skin für die Heldin Mei.
Merchandises
Besonders in Japan und China sind kleine Plastikfiguren als Schlüsselanhänger und Stoffpuppen beliebt, deren Aussehen den Pionpi aus Super Mario Land nachempfunden sind. Pionpi erscheinen auch auf Sammelkarten für Super-Mario-Fans.